# معهد نيلز بور

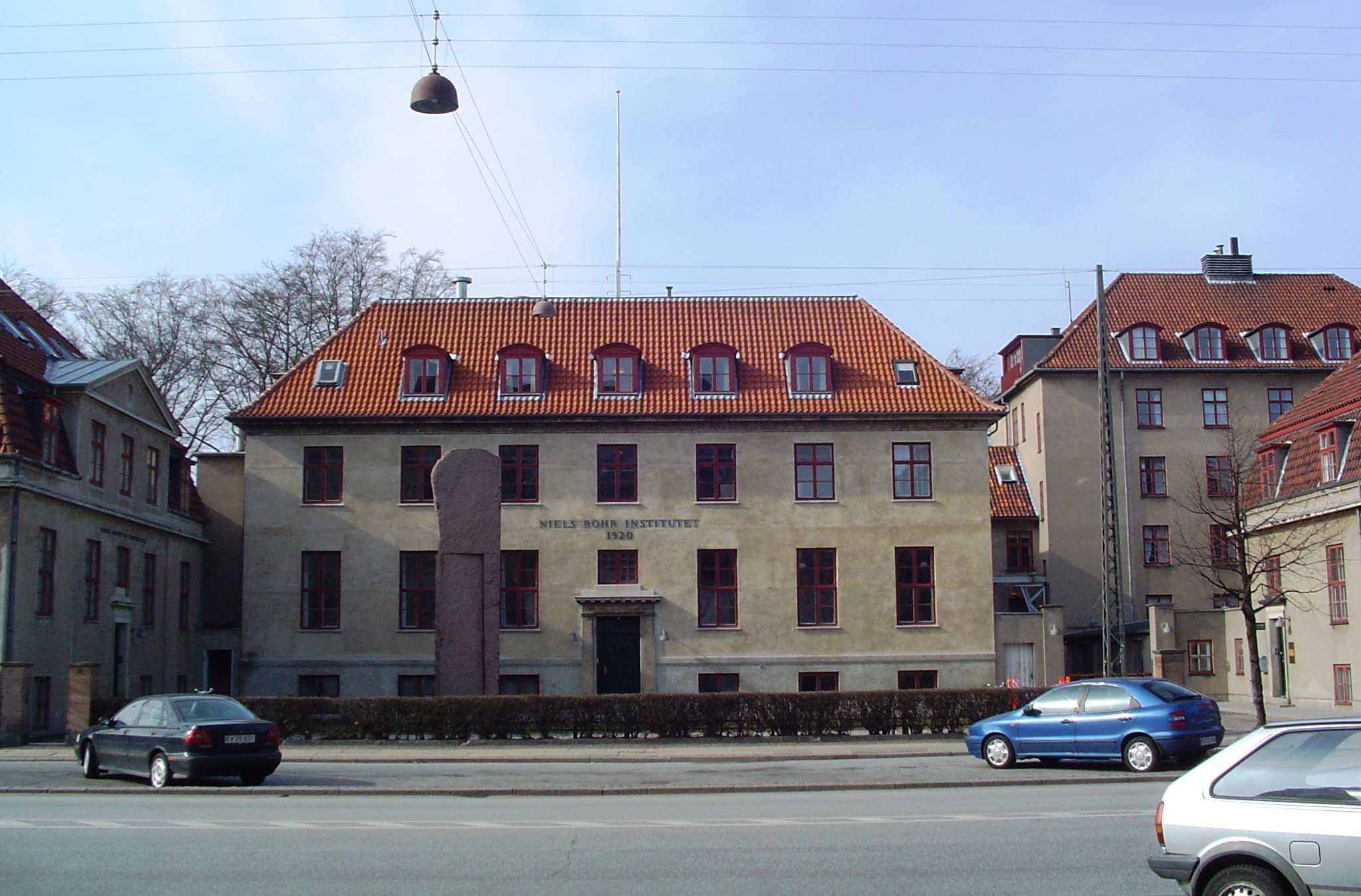
معهد نيلس بور

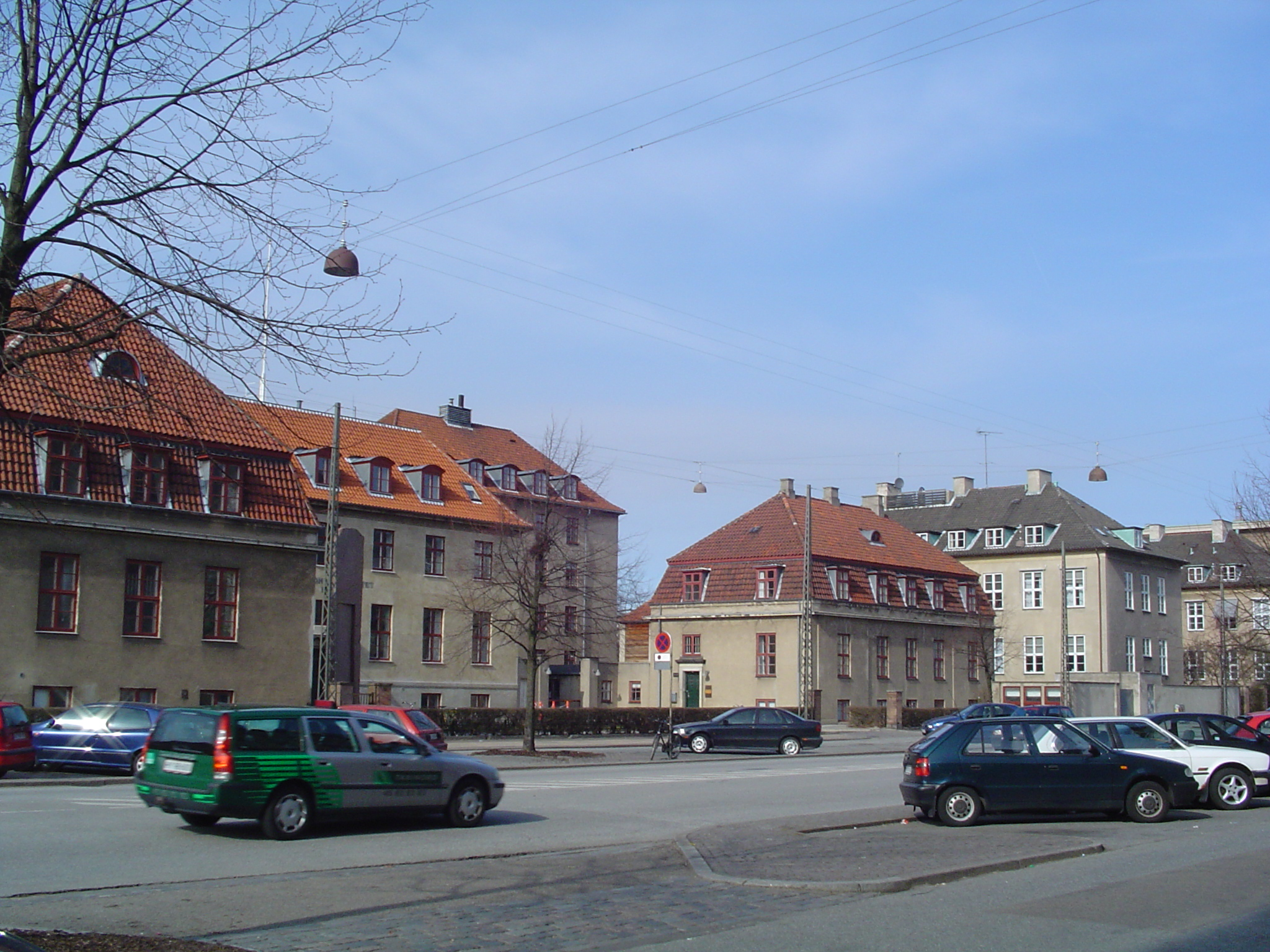
معهد نيلس بور

معهد نيلس بور هو مركز أبحاث تابع لجامعة كوبنهاغن، جاري به أبحاث في مجالات علم الفلك وفيزياء الأرض وتقانة الصغائر وفيزياء الجسيمات وميكانيكا الكم والفيزياء الحيوية. أسّسه الفيزيائي نيلس بوهر عام 1921م، وأدّت أبحاث المركز لتفسير كوبنهاغن فسُمّيت على اسم المدينة.

## ملخص
تأسس المعهد في عام 1921، باعتباره معهد الفيزياء النظرية بجامعة كوبنهاغن، على يد عالم الفيزياء النظرية الدنماركي نيلز بور، الذي كان عضوًا في فريق عمل جامعة كوبنهاغن منذ عام 1914، والذي كان يضغط من أجل إنشائها منذ ذلك الحين. عين أستاذا في عام 1916. في الذكرى الثمانين لميلاد نيلز بور - 7 أكتوبر 1965 - أصبح المعهد رسميًا معهد نيلز بور. جاء جزء كبير من تمويلها الأصلي من المؤسسة الخيرية لمصنع الجعة كارلسبيرغ، ولاحقًا من مؤسسة روكفيلر.
بعد وفاة والده في عام 1962، خلفه آج بور في منصب مدير معهد نيلز بور، وهو المنصب الذي شغله حتى عام 1970. ظل نشطًا هناك حتى تقاعد عام 1992.

## ميدالية الشرف
في عام 2010، عام الذكرى 125 لميلاد نيلز بور، أنشأ المعهد ميدالية الشرف من معهد نيلز بور. إنها جائزة سنوية للباحث المتميز الذي يعمل بروح نيلز بور: التعاون الدولي وتبادل المعرفة.

### المستلمون
- 2010: ليو كادانوف
- 2011: أندريه جيم
- 2012: خوان إجناسيو سيراك ساستورين
- 2013: فابيولا جيانوتي
- 2013: جيروم شابيلا
- 2015: عالم الفيزياء الفلكية بريان شميدت
- 2016: جيرارد هوفت